# 多爾戈耶湖 (斯蘭齊區)
58°56′7″N 28°32′57″E / 58.93528°N 28.54917°E
多爾戈耶湖（俄语：Долгое озеро）是俄羅斯的湖泊，位於該國西北部，由列寧格勒州負責管轄，長10.5公里、寬0.9公里，面積4.5平方公里，海拔高度59.5米，湖岸線長度21.1公里，集水區面積188平方公里，平均水深12.7米，最大水深33米。